# Mellérendelés (nyelvészet)
A mondattanban a mellérendelés logikai viszony, egyike azoknak, amelyek a mondategységben (egyszerű mondatban vagy összetett mondat tagmondatában) létezhetnek. A mellérendelt entitásoknak azonos mondattani rangja van. Mondategységben olyan szavak vagy szószerkezetek, amelyek együtt alkotnak halmozott mondatrészt. Az összetett mondatban mellérendeltek lehetnek más entitásnak nem alárandelt tagmondatok, ugyanannak az entitásnak alárendelt tagmondatok, vagy ritkábban egy mondatrész és egy tagmondat, melyek ugyanannak az entitásnak az alárendeltjei. A mellérendelés ellentétben áll az alárendeléssel, amely különböző rangú mondatrészek vagy tagmondatok között lehetséges. Más különbség az, hogy miközben az alárendelt entitás kötelező lehet ahhoz, hogy a szószerkezet vagy a mondat helyes legyen, a mellérendelt entitás soha sem kötelező. Megint más különbség az, hogy mellérendelés a diskurzusban szomszédos egyszerű vagy/és összetett független mondatok között is létezik.
A „mellérendelés” terminus a szóalkotás terén is használatos, ugyanis az összetett szavak között ún. mellérendelőek is vannak.
Mondattani viszonyként létezik még harmadikként, egyes nyelvészek szerint, a hozzárendelés mint az alany és az állítmány közötti sajátos viszony.

## A mellérendelés módszerei
A mellérendelés megvalósítható egyrészt úgy, hogy a mellérendelt entitások egyszerűen egymás után következnek, a beszédben prozódiai módszerekkel (szünettel, hanglejtéssel), írásban írásjellel szétválasztva. Példák:
- halmozott mondatrészt alkotó szavak között: (magyarul) Testem, lelkem sebes (Váci Mihály)[10] (románul) Noaptea-i albă, luminoasă ’Az éjszaka fehér, fényes’ (Vasile Alecsandri);[6]
- tagmondatok között: (magyarul) Ágyba bújtam, jól betakaróztam,[11] (franciául) Aide-toi, le ciel t’aidera ’Ségíts magadon, Isten is megsegít’;[3]
- szomszédos mondatok között: (magyarul) Péter bejött a szobába. Leült, és olvasni kezdte az újságot;[12]
- összetett szó elemei között: (magyarul) adásvétel,[7] (románul) locotenent-colonel ’alezredes’ (szó szerint ’hadnagy-ezredes’).[8]

A mellérendelés főleg konnektor szerepű szóval vagy szócsoporttal valósul meg, leggyakrabban kötőszóval:
- halmozott mondatrészt alkotó azonos szófajú szavak között: (magyarul) Érdekes és tanulságos könyvet olvastam,[1] (angolul) The weather, bright and sunny, drove us out of doors ’A ragyogó és napos idő kicsalogatott minket a házból’.[13]
- különböző szófajú szavak között: (franciául) un pull vert et d’étrange aspect ’zöld és furcsa alakú pulóver’;[3]
- azonos rangú és funkciójú tagmondatok között: (magyarul) A jó tanuló a táblához megy, és kezébe veszi a krétát (Karinthy Frigyes),[14] (angolul) John walked and Mary ran ’John lépkedett, Mary meg futott’;[4]
- azonos rangú, de különböző funkciójú mellékmondatok között: (románul) ...taie de unde vrea și cât îi place ’…onnan vág, ahonnan akar, és annyit, amennyi tetszik neki’ (Ion Creangă);[6]
- mondatrész és tagmondat között: (franciául) un coup de matraque violent et qui fait mal ’erőszakos és fájdalmas botütés’ (szó szerint ’…és amely fáj…’);[3]
- szomszédos mondatok között: (franciául) Internet est une source inépuisable d’informations. De plus, c’est un remarquable outil de communication ’Az internet kifogyhatatlan információforrás. Ezen kívül jelentős kommunikációs eszköz’;[15]
- összetett szó elemei között: (franciául) vingt et un ’huszonegy’,[16] (románul) treizeci și cinci ’harmincöt’.[8]

## Mellérendelési típusok az általuk kifejezett logikai viszonyok szerint
Logikai szempontból a mellérendelésnek többféle típusa létezik. Számukra vonatkozóan nem egységesek a vélemények. Általában négyféle típust különböztetnek meg: kapcsolatos, választó, ellentétes és következtető mellérendelést. Egyes szerzők egyéb típusokat is számításba vesznek (lásd lentebb).
A kapcsolatos mellérendelés mondattani entitások térbeli vagy időbeli összefüggését, egymásmelletiségét, egyidejűségét vagy egymásutániságát, egymáshoz való toldását jelzi, esetleg fokozatot is kifejezve. Nyílt és folytatható viszony, amely elméletileg meg nem határozott számú entitást köthet össze. Konnektorral és anélkül is létrejöhet.
Tagmondatok között a kapcsolatos mellérendelésnek több altípusa van. A fenti példák mind egyszerű kapcsolatos viszonyt fejeznek ki. Ezen kívül van még:
- hozzátoldó kapcsolatos viszony: Nem megyek el hozzá, levelet sem írok neki;
- ellentétesen hozzátoldó viszony, amely tulajdonképpen nem tartalmaz valódi ellentétet: Nemcsak tudni kell a jót, hanem meg is kell tenni;
- összefoglaló kapcsolatos viszony: Sem eső nem esik, sem felhő nem látszik;
- megosztó kapcsolatos viszony: A film egyrészt hosszú volt, másrészt unta mindenki;
- fokozó kapcsolatos viszony: Üzent, sőt írt is neki.

A választó mellérendelés olyan entitásokat köt össze, amelyek közül választani kell vagy lehet:
- szavak között: (magyarul) Gyorsan vagy lassan megy (megengedő választás),[1] (franciául) Il veut être avocat ou médecin ’Ügyvéd vagy orvos akar lenni’ (megengedő választás);[19]
- tagmondatok között: (magyarul) Vagy a szél fújta el, vagy valamelyik pásztor vette fel (kizáró választás) (Gárdonyi Géza),[18] (franciául) Il paiera, ou bien il sera poursuivi ’Fizetni fog, vagy eljárás indul ellene’ (kizáró választás);[20]
- szomszédos mondatok között: (magyarul) Induljunk most mindjárt. Vagy induljunk csak holnap reggel kényelmesen (megengedő választás).[12]

Az ellentétes mellérendelés szembeállít két igaz tartalmú entitást vagy olyanokat kapcsol össze, melyek közül csak az egyik tartalma igaz:
- szavak között: (magyarul) fontos, de rossz hír (szembeállító ellentét),[1] (franciául) petite, mais vigoureuse ’kicsi, de erős’ (szembeállító ellentét);[19]
- tagmondatok között: (magyarul) Nem a rózsa szúr, hanem a tövise (kizáró ellentét),[18] (románul) N-a învățat, ci s-a distrat ’Nem tanult, hanem szórakozott’ (kizáró ellentét);[21]
- szomszédos mondatok között: (magyarul) János mindennap korán kel. De nem munkával kezdi a reggelt,[12] (montenegróiul) Vrijeme već odavno bijaše isteklo. No svi još bijahu na svojim mjestima ’Az idő már régen letelt. Azonban mind a helyükön voltak még’.[22]

A következtető mellérendelés ok-okozati viszonyt fejez ki, a második tagja logikai következménye az elsőnek:
- szavak között: (magyarul) Győzelmet, tehát sikert aratott,[1] (románul) Este sportiv, deci rezistent și disciplinat ’Ő sportoló, tehát szívós és fegyelmezett’;[23]
- tagmondatok között: (magyarul) Hívtál, hát itt vagyok,[18] (franciául) Je pense, donc je suis ’Gondolkodom, tehát vagyok’;[3]
- szomszédos mondatok között: (magyarul) Az őszi árvizek megrongálták a gátakat a folyó igen hosszú szakaszán. Ennek következtében tavasszal alaposan fel kell újítani a töltéseket,[12] (montenegróiul) Svi su već bili potpuno iscrpljeni. Zbog toga smo se morali odmoriti ’Mindannyian már teljesen kimerültek. Ezért pihennünk kellett’.[22]

A mellérendelés egyéb típusai is megtalálhatók egyik-másik szerzőnél:
- magyarázó: (magyarul) Egy könnyű, ugyanis egyszerű feladatot oldott meg;[17]
- okot kifejező: (franciául) Partons, car il se fait tard ’Induljunk, mert későre jár’;[19]
- tranzitív: (franciául) (csak az or kötőszóval) Tout homme est mortel ; or je suis un homme ; donc je suis mortel ’Minden ember halandó; márpedig én ember vagyok; tehát halandó vagyok’;[19]
- összehasonlító: (franciául) Plus il mange, plus il a faim ’Minél többet eszik, annál éhesebb’;[3]
- időben egymás után történést kifejező: (franciául) Il travaille, puis il fume ’Dolgozik, majd dohányzik’;[3]
- kizáró: (szerbül) Svuda je tišina, samo u dvorištu skiči usamljeni pas ’Mindenütt csend van, csak az udvaron nyüszít egy magányos kutya’.[24]

Az alárendelő viszonyok között is vannak logikaiak, ezért nem mindig világos, hogy egyes mondatrészek vagy tagmondatok mellérendeltek-e vagy alárendeltek. Például az ok-okozati viszonyban, ebben a sorrendben az okozatot kifejezheti mellérendt következtető mondat (Nagy volt a sár, ezért nem lehetett járni) vagy következményes jelentéstartalmú állítmányi mellékmondat: Akkora volt a sár, hogy alig lehetett járni. Fordított sorrendben is van mondattani szinonímia, az okot kifejező mellérendelt magyarázó mondat (Nem lehetett járni, ugyanis nagy volt a sár) és okhatározói mellékmondat között: Azért nem lehetett járni, mert nagy volt a sár.
Román grammatikákban is megemlítenek hasonlóságokat mellérendelő és alárendelő szerkezetek között. Szó van bennük például halmozást kifejező határozóról (pl. În afară de profesor a fost numit și director ’Tanáron kívül igazgatónak is kinevezték’), amelyről azt jegyzik meg, hogy szerkezetét kapcsolatos mellérendelésű szerkezetre lehet átalakítani. Ellentétes határozóról is szó van (În locul mamei, am venit eu ’Anyám helyett én jöttem el’), amely az ellentétes mellérendelés tagjára hasonlít. Az ún. következtető határozó (Muncește până la epuizare ’Kimerülésig dolgozik’) a következtető mellérendelés tagjával hasonlítható össze.
Különböző nyelvek mondattanait összehasonlítva meg lehet állapítani különböző nézeteket a mellérendelésről és az alárendelésről. Például Dubois 2002 vagy Grevisse – Goosse 2007 szerint a francia car ’mert, mivel’ kötőszóval bevezetett tagmondat mellérendelt, miközben az ezzel analóg tagmondat Király – A. Jászó 2007, Avram 1997 vagy Klajn 2005 szerint okhatározói mellékmondat.